# Lista do Patrimônio Mundial na Tunísia
A Organização das Nações Unidas para a Educação, a Ciência e a Cultura (UNESCO) propôs um plano de proteção aos bens culturais do mundo, através do Comité sobre a Proteção do Património Mundial Cultural e Natural, aprovado em 1972. Esta é uma lista do Patrimônio Mundial existente na Tunísia, especificamente classificada pela UNESCO e elaborada de acordo com dez principais critérios cujos pontos são julgados por especialistas na área. A Tunísia, situada numa região de convergência de distintas culturas mediterrâneas, ratificou a convenção em 10 de março de 1975, tornando seus locais históricos elegíveis para inclusão na lista.
Almedina de Tunes, Sítio Arqueológico de Cartago e Anfiteatro de El Jem foram os primeiros locais da Tunísia inscritos como Patrimônio Mundial por ocasião da III Sessão do Comitê do Patrimônio Mundial, realizada em Luxor em 1979. Desde a mais recente adesão à lista, a Tunísia conta com um total de 9 sítios listados como Patrimônio Mundial, sendo 8 (oito) deles de interesse Cultural e apenas 1 (um) de interesse Natural - o Parque Nacional de Ichkeul, que abriga um importante ecossistema em torno do Lago Ichkeul.

## Bens culturais e naturais
A Tunísia atualmente com os seguintes sítios declarados como Patrimônio Mundial pela UNESCO:
| | Sítio Arqueológico de Cartago |
| Bem cultural inscrito em 1979. |                               |
| Localização: Túnis |                               |
| Fundada no século IX a.C. no Golfo da Tunísia, Cartago foi a sede de uma civilização brilhante que impôs sua hegemonia comercial em grande parte do Mediterrâneo a partir do século VI a.C. Durante as Guerras Públicas, a cartaginese chegou a ocupar territórios pertencentes a Roma, mas foi levantada com vitória e varreu a cidade de Cartago em 146 .C. Um segundo Cartago Romano foi construído sobre as ruínas da primeira. (UNESCO/BPI) |                               |

| | Almedina de Tunes |
| Bem cultural inscrito em 1979, modificado em 2010. |                   |
| Localização: Túnis |                   |
| Sob o reinado dos almóadas e dos haféssidas, entre os séculos XII e XVI, a Tunísia tornou-se uma das cidades mais ricas e importantes do mundo islâmico. Cerca de 700 monumentos diversos – palácios, mesquitas, mausoléus, madrassas e fontes – atestam seu esplêndido passado. (UNESCO/BPI) |                   |

| | Anfiteatro de El Djem |
| Bem cultural inscrito em 1979, modificado em 2010. |                       |
| Localização: Mádia |                       |
| Na pequena vila de El Jem, surgem as impressionantes ruínas do coliseu romano mais famoso do norte da África, um imenso anfiteatro com um lugar para cerca de 35.000 espectadores. Esta construção do século III é ilustrativa da expansão e grandeza do Império Romano. (UNESCO/BPI) |                       |

| | Parque Nacional de Ichkeul |
| Bem natural inscrito em 1980. |                            |
| Localização: Bizerta |                            |
| O lago e as zonas úmidas de Ichkeul são um importante ponto de escala para centenas de milhares de aves migratórias – patos, gansos, cegonhas, flamingos rosas, etc. – que vêm aos seus lugares para se alimentar e fazer ninhos. O lago neste parque é o último vestígio da cadeia do lago que uma vez se estendeu por todo o norte da África. (UNESCO/BPI) |                            |

| | Cidade Púnica de Kerkuane e sua Necrópole |
| Bem cultural inscrito em 1985, com extensão em 1986. |                                           |
| Localização: Nabeul |                                           |
| Esta cidade fenícia foi aparentemente abandonada durante a primeira Guerra Pública, por volta das 250.C., e o fato de não ter sido reconstruída pelos romanos é provavelmente devido a isso. Seus restos mortais são os únicos existentes de uma cidade fenícia-punic. As casas de Kerkuán foram construídas de acordo com um plano padrão, elaborado de acordo com uma concepção altamente refinada de planejamento urbano. (UNESCO/BPI) |                                           |

| | Almedina de Sousse |
| Bem cultural inscrito em 1988, modificado em 2010. |                    |
| Localização: Sousse |                    |
| Um importante porto comercial e militar nos tempos de Aglabi (800-909), Susa fazia parte de um dispositivo de defesa costeira e é um exemplo característico de cidades construídas nos primeiros séculos do Islã. Preservou o kasba, as paredes, a medina com a Grande Mesquita, a mesquita de Bu Ftata e a típica rasbida. (UNESCO/BPI) |                    |

| | Cidade de Cairuão |
| Bem cultural inscrito em 1988, modificado em 2010. |                   |
| Localização: Cairuão |                   |
| Fundada em 670, a cidade de Keruán prosperou sob a dinastia Aglabi no século IX. Embora o capital político tenha sido transferido para a Tunísia no século XII, Keruán continuou a manter seu status de primeira cidade sagrada do Magreb. Sua rica herança arquitetônica inclui a Grande Mesquita, com suas colunas de pedra e porfiria, e a Mesquita dos Três Portões, que remonta ao século IX. (UNESCO/BPI) |                   |

| | Duga/Tuga |
| Bem cultural inscrito em 1997. |           |
| Localização: Beja |           |
| Construída em uma colina com vista para uma planície fértil, a cidade de Thuga era a capital de um estado líbio-público antes da anexação romana da Numidia. Prosperou sob o domínio romano e bizantino, mas declinou durante o período islâmico. Suas ruínas imponentes, visíveis hoje, permitem ter uma ideia dos recursos disponíveis para uma pequena cidade romana localizada nas fronteiras do Império. (UNESCO/BPI) |           |

| Via pública na ilha de Djerba. | Djerba: Testemunho de um padrão de assentamento em um território insular |
| Via pública na ilha de Djerba. | Bem cultural inscrito em 2023. |
| Via pública na ilha de Djerba. | Localização: Médenine |
| Via pública na ilha de Djerba. | Esta propriedade serial é testemunho de um modelo de assentamento que se desenvolveu na ilha de Djerba em meados do século IX d.C., em meio a um entorno semiárido que apresenta escassez de água. A baixa densidade têm sido sua principal característica: consistiu na divisão da ilha em bairros agrupados, economicamente autossuficientes, que estavam interligados entre si e com os locais religiosos e comerciais da ilha através de uma complexa rede de rotas. Resultado de uma mescla de fatores ambientais, socioculturais e econômicos, o característico assentamento humano de Djerba demonstra a forma com que a população local adaptou seu estilo de vida às condições de seu entorno natural, caracterizado pela escassez de água. (UNESCO/BPI) |

## Lista Indicativa
Em adição aos sítios inscritos na Lista do Patrimônio Mundial, os Estados-membros podem manter uma lista de sítios que pretendam nomear para a Lista de Patrimônio Mundial, sendo somente aceitas as candidaturas de locais que já constarem desta lista. Desde 2021, a Tunísia possui 16 locais na sua Lista Indicativa.
| Sítio                                       | Imagem | Localização    | Ano  | Dados UNESCO            | Descrição |
| ------------------------------------------- | ------ | -------------- | ---- | ----------------------- | --- |
| Parque Nacional de El Feija                 |        | Jendouba       | 2008 | Natural: (vii)(viii)(x) | O Parque Nacional de El Feija abriga uma floresta de carvalhos argelinos considerada a mais bela do norte da África. A vegetação rasteira da floresta apresenta uma grande variedade de plantas medicinais e aromáticas, o que tornou o local um terreno propício para a pesquisa de pesticidas. Além disso, as populações locais conservam práticas ancestrais de medicina. O parque é o último refúgio natural de algumas espécies endémicas da região, sendo o mais famoso o cervo-bérbere (Cervus elaphus barbarus) que desapareceu desde o início do século XX. |
| Parque Nacional Bou-Hedma                   |        | Gafsa          | 2008 | Natural: (vii)(viii)(x) | O Parque Nacional Bou-Hedma representa o único remanescente de uma antiga savana pré-saariana semelhante à do Sahel. Ao longo dos anos, a grande fauna de elefantes, gazelas e leões desapareceu gradualmente. Algumas dessas espécies extintas eram parcial ou totalmente submissas aos ecossistemas das estepes arbóreas. |
| Chott el Jerid                              |        | Kebili/ Tozeur | 2008 | Natural: (vii)(viii)(x) | O Chott el Jerid é uma vasta depressão salgada, localizada entre a cordilheira de Cherb ao norte e o deserto ao sul, e conectada ao Chott el Fejaj ao leste; é a maior da cadeia de depressões entre a estepe e o deserto, característica do norte do Saara. Antigamente, abrigava um grande lago do qual restam apenas aquíferos fósseis subterrâneos que alimentam os oásis. |
| Complexo hidráulico romano de Zaguã-Cartago |        | Ariana         | 2012 | Cultural: (i)(iv)       | Os elementos deste sítio proposto compõem o maior complexo hidráulico construído pelos romanos. O complexo combina três elementos: as bacias de quatro nascentes principais; o ninfeu conhecido como Templo das Águas e um aqueduto que percorre 132 quilômetros a nível do solo e seus túneis adjacentes. |
| Sítio arqueológico de Sufétula              |        | Kasserine      | 2021 | Cultural: (ii)          | O Sítio arqueológico de Sufétula abriga as ruínas da antiga cidade de Sufetula Musuniorum, que é o único exemplo conhecido de cidade planejada segundo o modelo colonial romano para abrigar comunidades de não-romanos. A localidade foi erguida principalmente tendo em vista sedentarizar as populações nômades locais. |